# Gospodarstvo Nigerije
Gospodarstvo Nigerije predstavlja nacionalno gospodarstvo Savezne Republike Nigerije. Unatoč naftnom bogatstvu, nigerijsko gospodarstvo je dugo vremena bilo opterećeno političkom nestabilnošću, korupcijom, neodgovarajućom infrastrukturom i slabim upravljanjem. Civilni i vojni političari su u proteklih nekoliko desetljeća pronevjerili velike financijske iznose. Pod novom demokratski izabranom Vladom, postupno su pokrenute gospodarske reforme. Naftni sektor još uvijek čini 20% BDP-a, sudjeluje s oko 95% u ukupnom izvozu i doprinosi 65% proračunskih prihoda.
Iako zemlja ima naftne rezerve koje su veće od rezervi Sjedinjenih Država i Meksika zajedno, Nigerija je umjesto procvata propala dok od nafte koristi imaju jedino političari i generali. Nigerijska nafta veoma je cijenjena zbog male količine sumpora. Postoje i velika nalazišta zemnog plina koja se djelomično iskorištavaju.

## Opis
Iako je nigerijsko gospodarstvo u apsolutnom smislu jedno od najvećih u Africi, prema BDP-u po stanovniku, Nigerija se ubraja među siromašne zemlje. Tradicionalno agrarno gospodarstvo počelo se transformirati 1970-ih kada su se zbog porasta cijena nafte naglo povećali prihodi. Došlo je do snažnih migracija prema gradovima, ostale grane gospodarstva, posebice poljoprivreda, zapuštale su se i Nigerija je od nekadašnjeg izvoznika postala uvoznik hrane da bi zadovoljila potrebe naglo rastućeg stanovništva.
Velika Britanija je u razdoblju nigerijskog građanskog rata stala na stranu Nigerije kako bi zaštitila utjecaj svoje naftne kompanije Shell-BP dok su primjerice Južna Afrika, Francuska i Izrael stali na stranu Biafre. Novac zarađen od prodaje nafte pomogao je u rekonstrukciji zemlje, međutim, kao nasljeđe ostale su etničke i religijske tenzije.
Potkraj 1980-ih i tijekom 1990-ih zbog fluktuacija cijena nafte, zemlja je postupno upadala u krizu, zaduživala se, rasla je inflacija a stanovništvo se osiromašivalo. Vlada koja je često puta bila vojna, nije ni nastojala diversificirati gospodarstvo a politička nestabilnost i korupcija nisu privlačili strane ulagače. Tek u novije vrijeme pokrenuti su programi povećanja proizvodnje hrane i započela je privatizacija naftnog sektora. 
Naftna industrija je najvažnija grana gospodarstva a slijede metaloprerađivačka industrija (čeličane i proizvodnja alumnija). Ostala industrija uglavnom je sitnija i namijenjena domaćim potrebama. Primjeri tome su prehrambena, tekstilna, drvna i sitno metaloprerađivačka industrija kao i proizvodnja građevinskih materijala, plastičnih masa te sklapanje vozila. Rašireni su i tradicionalni obrti poput lončarstva, tkanja i rezbarenja.
U Nigeriji postoji i vojna industrija u Kaduni te se bavi proizvodnjom vatrenog oružja i streljiva za potrebe oružanih snaga i drugih sigurnosnih agencija.
Zemlja je članica Svjetske trgovinske organizacije, OPEC-a (organizacije zemalja proizvođača nafte) kao i Afričke unije.

## Gospodarstvo

### Naftna industrija
Shell, British Petroleum i druge naftne kompanije su 1956. godine pronašle komercijalno dostupne izvore nafte. Nakon dvije godine s radom je započelo prvo naftno polje. Od prvog otkrića nafte u Nigeriji, zemlja je zaradila preko 340 milijardi dolara no ipak 70% stanovništva živi s dnevnim prihodima manjim od jednog dolara. Prije tog otkrića, Nigerija je kao i druge afričke zemlje, svoje gospodarstvo temeljila na poljoprivredi. Skoro deset godina od kako je ubijen Ken Saro-Wiwa jer se odupirao Shellovim aktivnostima u zemlji, Nigerija se suočava s rastom siromaštva i kršenja ljudskih prava.
Većina rezervi nafte nalazi se u delti rijeke Niger u južnom dijelu zemlje. Ona obuhvaća površinu od 70.000 kvadratnih kilometara na kojoj živi preko 30 milijuna ljudi, tj. četrdesetak različitih etničkih skupina. Procjenjuje se kako Nigerija leži na 35 milijardi barela nafte (deseto mjesto na svijetu) i da obiluje prirodnim plinom. Naftne korporacije kao što su Shell, BP, Mobil, Chevron, Total, Agip te Nigerijska nacionalna naftna kompanija (NNPC) već preko 40 godina održavaju dobre veze s korumpiranim vlastima i nastavljaju kolonizatorsku praksu Britanaca a to je eksploatiranje nafte unatoč prosvjedima lokalnog stanovništva koje od silnog izvoza nafte i zarade ne osjeća nikakvo poboljšanje. One koji se usude isprovocirati vlasti i podići glas protiv iskorištavanja zemlje, najprije pokušaju potkupiti a ako odbiju mito, čekaju ih brutalna mučenja i smrt od strane nigerijske vojske koju opskrbljuje Shell i praktički ju time posjeduje kao privatnu vojsku. Najpoznatiji primjeri su zasigurno popularni nigerijski glazbenik Ken Saro-Wiwa i aktivist Fela Kuti. Također, američki Chevron je tužen pred saveznim sudom SAD-a zbog kršenja međunarodnog zakona o zaštiti ljudskih prava jer je naoružavao nigerijsku vojsku s opremom i zatražio od nje da pomogne u gušenju protestu građana što je 1998. i 1999. godine dovelo do ubijanja nenasilnih demonstranata i nenaoružanih seljana.
Naftnim gigantima zaštita okoliša ništa ne znači u borbi za profit te ne pokušavaju popraviti štetu niti brinu za štetu koja bi mogla biti nanesena njihovom imenu. Tako se spaljuje plin koji nastaje kao višak tijekom izvlačenja nafte (jer ne postoji infrastruktura za njegov transport), grade se cijevi tik uz kuće lokalnog stanovništva a nemaran odnos prema postrojenjima, zastarjelost i istrošenost instalacija te puknuća cijevi dovode do čestih izlijeva nafte koja zagađuje tlo i vodu. Uništene su tisuće kvadratnih metara šume, zagađene su vode u kojima se stanovnici kupaju i peru rublje, došlo je do pomora riba a oni koji su nekada preživljavali baveći se ribolovom, uzgojem voća i povrća te domaćih životinja jer im je plodnost zemlje to omogućavala, danas to više nisu u mogućnosti.
U Programu UN-a za razvoj, procjenjuju kako je između 1976. i 2001. godine došlo do gotovo 7.000 slučajeva izlijevanja nafte u ukupnoj količini od tri milijuna barela. Za njih su odgovorne naftne kompanije kao i pobunjenici te kradljivci nafte. Desetljeća izlijevanja nafte, kiselih kiša od izgaranja plina na bakljama i krčenja šuma mangrova radi izgradnje naftovoda izazvala su pomor riba.
Nakon što je krajem 2014. došlo do naglog pada cijene barela nafte na oko 60 dolara, gospodarstva Rusije, Venezuele i Nigerije postala su najvećim gubitnicima. Tako je Nigerija zbog pada cijena nafte smanjila proračun za 2015. godinu za tri milijarde dolara odnosno 12%. Isto tako, naftna kriza je rasplamsala vjerske sukobe i dovela do nasilja te je stvorila paradoks da Nigerija čak uvozi naftu iz Venezuele i Velike Britanije. Razlog tome su naftne rafinerije koje su nakon godina zanemarivanja (a potpomognute sveprisutnom korupcijom), u takvom stanju da jedva funkcioniraju.

### Rudarstvo
Rudarstvo je u zemlji započelo 1903. godine tijekom britanske kolonijalne vlasti. Do 1940-ih Nigerija je bila vodeći proizvođač ugljena, kositra i kolumbita. Tijekom nigerijskog građanskog rata koji je započeo u drugoj polovici 1960-ih, došlo je do velike emigracije rudarskih stručnjaka iz zemlje.
Nigerija danas ima velika nalazišta ugljena te se pretpostavlja da se radi o oko dvije milijarde tona. Gubitkom najvećih domaćih potrošača, Nigerija je započela s izvozom ovog energenta u Italiju i UK gdje su cijenjeni zbog niske količine sumpora. Nigerijska korporacija za eksploataciju ugljena (NCC) izgubila je monopol 1999. godine kada je administarcija predsjednika Oluseguna Obasanjoa dopustila stranim tvrtkama poslove rudarenja ugljenom u joint venture poslovima zajedno s NCC-om. Također, nigerijska Vlada koja u svojem vlasništvu ima NCC, namjerava prodati 40% tvrtke privatnim investitorima a 20% domaćoj javnosti dok preostalih 40% namjerava zadržati.
Nalazišta zlata pronađena su na sjeveru zemlje a njihova eksploatacija započela je 1913. godine te je trajala do 1930-ih. Proizvodnja je prekinuta izbijanjem Drugog svjetskog rata kada s radom prestaju mnoge kolonijalne tvrtke. Nigerijska rudarska kompanija NMC osnovana je početkom 1980-ih s ciljem pronalaska zlata. Međutim, nedostatak sredstava i superiornost nafte doveli su do neuspjeha. Nigerija je u pokrajini Zamfara dopustila jednoj kineskoj kompaniji da iskopava zlato no čini se da su Kinezi olovo, nusprodukt u procesu pročišćavanja zlata, odbacivali u okoliš. Olovo je dospjelo u rezerve vode i tako zatrovalo lokalno stanovništvo. To je u konačnici dovelo da je 150 djece umrlo je od trovanja olovom jer je ilegalno iskopavalo zlato u područjima teško zatrovanim tim metalom.
Rude kolumbita i tantalita pronađene su na području države Nasarawa ali i oni se slabo iskopavaju. Bitumen je prvi puta otkriven 1900. u državama Lagos, Ogun, Ondo i Edo a njegova eksploatacija je započela 1905. Nigerija ima i zalihe željeza, međutim najčišće zalihe nalaze se na području mjesta Itakpe.
Danas stopa rudarstva u nigerijskom gospodarstvu iznosi svega 0,3% nacionalnog BDP-a s obzirom na veliki utjecaj ogromne naftne industrije. Samo rudarstvo je nerazvijeno zbog čega zemlja mora uvoziti minerale kao što su sol ili željezna ruda.

### Šumarstvo
U Nigeriji se šume sade radi dobivanja kaučuka te zaštite od širenja pustinje na sjeveru zemlje. Od drva, koristi se tikovina, međutim, šumske površine su ugrožene zbog krčenja radi dobivanja poljoprovrednih površina. To je posebice primjetno u gusto naseljenoj delti dok su na sjeveru problemi s požarima.

### Poljoprivreda
Prema starim podacima, poljoprivredom se bavi oko 70% aktivnog stanovništva a ona daje oko četvrtine BDP-a. Glavna su poljodjelska područja na ravnicama Jose i Yoruba te kod donjeg Nigera. Glavni problemi su usitnjenost posjeda, primitivne metode obrade (ugar) i povremene suše. Za vlastite potrebe uzgajaju se manioka, jam, riža, kukuruz, brašnaste banane a na sušnijem sjeveru proso, sirak i kikiriki. Od komercijalnih kultura najvažniji su kakao, kaučuk, nešto palmina ulja, kikirikija i pamuka. Zemlja je do 1970. godine bila vodeći svjetski proizvođač plaminog ulja.
Na sjeveru zemlje, etnička skupina Fulani bavi se govedarstvom a na jugu uzgojem svinja i peradi. Samo ribarstvo (morsko i slatkovodno) važno je u zadovoljavanju prehrambenih potreba stanovništva.

### Turizam
Turistički sektor je kao i druge grane gospodarstva u Nigeriji pod sjenom naftne industrije. Tu su i problemi vezani uz slabu elektrifikaciju zemlje, loše ceste i kvalitetu vode. Sam turizam u Nigeriji uključuje posjet kišnim šumama, savani, vodenim slapovima i drugim prirodnim atrakcijama. Tu su Nacionalni parkovi Kainji i Yankari koji se nalazi na sjeveru zemlje, prostire na nešto više od 2.000 četvornih kilometara te je dom za mnoge životinjske vrste. Zbog specifičnog geografskog položaja, ovdje se mogu naći i izvori termalnih voda.
Od 1991. godine glavni grad Nigerije je Abuja koja je planski izgrađena u središtu države te ne čudi što turisti ondje razgledavaju zgrade parlamenta, narodne banke, Vrhovni sud i Veliku džamiju dok se može prošetati Milenijskim parkom, najvećim javnim parkom.Također, tu je i nekadašnji glavni grad Lagos koji se nalazi u istoimenoj laguni koja je pješčanim sprudovima odvojena od Atlantskog oceana. Ondje se nalaze Nacionalni muzej, Nacionalno kazalište te brojne likovne galerije.
Na sjeverozapadu zemlje nalazi se sveta šuma Osun-Osogbo koja je posvećena božici plodnosti naroda Yaruba – Osuni. Zadivljujuća priroda, svetišta, oltari i kulturni artefakti sastavni su dio ove svete šume koja se nalazi pod zaštitom UNESCO-a.
Grad Calabar je najstarije trgovačko središte Nigerije gdje se može posjetiti lokalni povijesni muzej, jedna od najstarijih prezbiterijanskih crkvi u zemlji ali i Centar za rehabilitaciju ugroženih majmunskih vrsta.
U Nigeriji je i sjedište organizacije West Africa Tourism koja se bavi promocijom turizma na zapadu Afrike. Naime, izbijanjem virusa ebole u tom dijelu svijeta došlo je do naglog pada turizma u Liberiji, Sijera Leoneu i Gvineji. a kasnije su zabilježeni i slučajevi zaraze u Nigeriji zbog čega je zemlja bila dignuta u stanje pripravnosti.

## Vanjska trgovina
Glavni nigerijski izvozni partneri su SAD, Indija, Francuska, Njemačka, UK, Nizozemska, Španjolska, Brazil i Japan te su 2012. godine zajedno činili gotovo 3/4 ukupnog nigerijskog izvoza koji je uglavnom temeljen na eksploataciji nafte i plinu. S druge strane, Kina je najveći uvoznik roba u Nigeriju.
Uspoređujući ukupni uvoz i izvoz, zemlja je 2013. ostvarila ekonomski deficit u iznosu od 7,66 milijardi dolara.

## Vanjske poveznice
- Nigerija - Proleksis enciklopedija online